# Klaus Knoesel
Klaus Knoesel (* 1964 in Erlangen) ist ein deutscher Regisseur.

## Leben
Knoesel studierte ab 1985 Theaterwissenschaft und arbeitete als Regieassistent am Theater des Westens in Berlin. Zwischen 1987 und 1992 absolvierte er ein Studium an der Hochschule für Fernsehen und Film München. Für Roland Emmerich arbeitete er 1989 als Spezialeffekt-Computeranimateur für dessen Spielfilm Moon 44. 1994 führte er zusammen mit Holger Neuhäuser die Regie in dem von Emmerich produzierten Science-Fiction-Film High Crusade – Frikassee im Weltraum. Es folgten Fernsehproduktionen wie der Pilotfilm zu Geisterjäger John Sinclair für RTL, Rave Macbeth sowie Endlich Sex!. Knoesel drehte daneben Fernsehwerbespots unter anderem für Takko, Wal-Mart und Karstadt, sowie mit Verona Feldbusch für Schwartau. Seit Mitte der 2000er Jahre arbeitete er hauptsächlich als Regisseur an deutschen Fernsehproduktionen, darunter die Telenovela Sturm der Liebe und die Seifenoper Alles was zählt. 2019 gewann Knoesel den Preis Jury „Kinderprogramme“ des Robert-Geisendörfer-Preises für den Märchenfilm Das Märchen von der Regentrude.

## Filmografie (Auswahl)

### Film
- 1992: Böse Datteln (Kurzfilm)
- 1994: High Crusade – Frikassee im Weltraum (The High Crusade)
- 2001: Rave Macbeth
- 2009: Der Zauberregen (Kurzfilm)

### Fernsehen
- 1997: Geisterjäger John Sinclair: Die Dämonenhochzeit
- 1998: Drei Tage Angst
- 1999: Doggy Dog – Eine total verrückte Hundeentführung
- 2003: Endlich Sex!
- 2005–2006: SK Kölsch
- 2005–2007: Sturm der Liebe
- 2008–2018: Alles was zählt
- 2010–2015: Verbotene Liebe
- 2011: SOKO Leipzig
- 2015–2018: Meuchelbeck
- 2018: Das Märchen von der Regentrude
- 2022: Leon – Glaub nicht alles, was du siehst
- 2023: Leon – Kämpf um deine Liebe